# Chetia brevis
Chetia brevis é uma espécie de peixe da família Cichlidae.
Pode ser encontrada nos seguintes países: Moçambique e África do Sul.